# Estelle (chanteuse)
Pour les articles homonymes, voir Estelle.
Estelle Swaray, dite Estelle, née le 18 janvier 1980 à Hammersmith, au Royaume-Uni, est une chanteuse de RnB et hip-hop, rappeuse et actrice britannico-sénégalaise.
Son single American Boy en duo avec Kanye West fut classé numéro un des ventes de singles au Royaume-Uni en 2008.

## Biographie
Fanta Estelle Swaray née le 18 janvier 1980 à Hammersmith, quartier de Londres. Elle est d'une mère sénégalaise et d'un père sierra-léonais[source secondaire souhaitée].

### Carrière
Elle sort son premier album en 2005, The 18th Day, dans lequel apparaissent les single Free (premier succès au top single UK) et Freedom (avec John Legend et Talib Kweli). Son second album en 2008, Shine, la fait connaître sur la scène internationale avec la chanson phare American Boy en duo avec Kanye West. Le titre atteint le top des ventes de singles au Royaume-Uni.
Sa particularité de rappeuse/chanteuse a souvent valu à Estelle une comparaison avec Lauryn Hill[source secondaire nécessaire].
En mai 2010, Fanta Estelle Swaraya sorti un single intitulé Freak, chanson produite par le DJ français David Guetta.
Le 17 février 2015, elle publie l'opus True Romance.

## Discographie

### Albums
| Année | Titre        | Classement des ventes | Classement des ventes | Classement des ventes | Classement des ventes | Classement des ventes | Classement des ventes | Classement des ventes | Classement des ventes | Classement des ventes | Ventes                                                   |
| Année | Titre        | FR                    | FR TL                 | BEL/VL                | R-U                   | SUI                   | AUT                   | P-B                   | É-U                   | É-U/R&B               | Ventes                                                   |
| ----- | ------------ | --------------------- | --------------------- | --------------------- | --------------------- | --------------------- | --------------------- | --------------------- | --------------------- | --------------------- | -------------------------------------------------------- |
| 2004  | The 18th Day | —                     | —                     | —                     | 35                    | —                     | —                     | —                     | —                     | —                     | - Royaume-Uni : Or (+100 000)                            |
| 2008  | Shine        | 18                    | 16                    | 32                    | 6                     | 29                    | 61                    | 53                    | 36                    | 6                     | - Royaume-Uni : Argent (+60 000) - États-Unis : (41 195) |
| 2012  | All of Me    | —                     | —                     | —                     | —                     | —                     | —                     | —                     | —                     | —                     |                                                          |

### Mixtapes
- 2002 : Da Heat
- 2003 : A Diamond in the Rough - Da Heat Part 2

### Singles
| Année | Titre                            | Classement des ventes | Classement des ventes | Classement des ventes | Classement des ventes | Classement des ventes | Classement des ventes | Classement des ventes | Classement des ventes | Classement des ventes | Classement des ventes | Classement des ventes | Classement des ventes | Classement des ventes | Classement des ventes | Classement des ventes | Classement des ventes | Classement des ventes | Classement des ventes | Classement des ventes | Album        |
| Année | Titre                            | FR                    | FR TL                 | BEL/Fr                | BEL/Nl                | R-U                   | AUS                   | SUE                   | IRL                   | SUI                   | AUT                   | P-B                   | SUE                   | NOR                   | DAN                   | ITA                   | N-Z                   | É-U                   | É-U/R&B               | Canada                | Album        |
| ----- | -------------------------------- | --------------------- | --------------------- | --------------------- | --------------------- | --------------------- | --------------------- | --------------------- | --------------------- | --------------------- | --------------------- | --------------------- | --------------------- | --------------------- | --------------------- | --------------------- | --------------------- | --------------------- | --------------------- | --------------------- | ------------ |
| 2004  | 1980                             | —                     | —                     | —                     | —                     | 14                    | 36                    | 36                    | —                     | —                     | —                     | —                     | —                     | —                     | —                     | —                     | —                     | —                     | —                     | —                     | The 18th Day |
| 2004  | Free                             | —                     | —                     | —                     | —                     | 15                    | 49                    | —                     | 50                    | —                     | —                     | —                     | —                     | —                     | —                     | —                     | —                     | —                     | —                     | —                     | The 18th Day |
| 2005  | Go Gone                          | —                     | —                     | —                     | —                     | 32                    | —                     | —                     | —                     | —                     | —                     | —                     | —                     | —                     | —                     | —                     | —                     | —                     | —                     | —                     | The 18th Day |
| 2005  | Dance with Me Remix              | —                     | —                     | —                     | —                     | —                     | —                     | —                     | —                     | —                     | —                     | —                     | —                     | —                     | —                     | —                     | —                     | —                     | —                     | —                     | The 18th Day |
| 2007  | Wait a Minute (Just a Touch)     | —                     | —                     | —                     | —                     | —                     | —                     | —                     | —                     | —                     | —                     | —                     | —                     | —                     | —                     | —                     | —                     | —                     | —                     | —                     | Shine        |
| 2008  | American Boy (feat. Kanye West)  | 3                     | 1                     | 1                     | 4                     | 1                     | 3                     | 14                    | 2                     | 5                     | 7                     | 5                     | 14                    | 10                    | 3                     | 3                     | 5                     | 9                     | 55                    | 6                     | Shine        |
| 2008  | No Substitute Love               | -                     | -                     | -                     | -                     | 30                    | 23                    | -                     | 41                    | -                     | -                     | -                     | -                     | -                     | -                     | 35                    | -                     | -                     | -                     | -                     | Shine        |
| 2008  | Pretty Please (Love Me)          | -                     | -                     | -                     | -                     | 103                   | -                     | -                     | -                     | -                     | -                     | -                     | -                     | -                     | -                     | -                     | -                     | -                     | -                     | -                     |              |
| 2008  | Come Over (feat. Sean Paul)      | -                     | -                     | -                     | -                     | -                     | -                     | -                     | -                     | -                     | -                     | -                     | -                     | -                     | -                     | -                     | -                     | -                     | 56                    | -                     |              |
| 2010  | Freak (feat. Kardinal Offishall) | -                     | -                     | -                     | -                     | -                     | -                     | -                     | -                     | -                     | -                     | -                     | -                     | -                     | -                     | -                     | -                     | -                     | -                     | -                     |              |
| 2011  | Break My Heart                   | -                     | -                     | -                     | -                     | -                     | -                     | -                     | -                     | -                     | -                     | -                     | -                     | -                     | -                     | -                     | -                     | -                     | -                     | -                     | All of Me    |
| 2011  | Thank You                        | -                     | -                     | -                     | -                     | -                     | -                     | -                     | -                     | -                     | -                     | -                     | -                     | -                     | -                     | -                     | -                     | -                     | -                     | -                     | All of Me    |
| 2011  | Back to Love                     | -                     | -                     | -                     | -                     | -                     | -                     | -                     | -                     | -                     | -                     | -                     | -                     | -                     | -                     | -                     | -                     | -                     | -                     | -                     | All of Me    |
| 2012  | Wonderful Life                   | -                     | -                     | -                     | -                     | -                     | -                     | -                     | -                     | -                     | -                     | -                     | -                     | -                     | -                     | -                     | -                     | -                     | -                     | -                     | All of Me    |

### Participations
| Année | Titre et artiste                                      | Classement des ventes | Classement des ventes | Classement des ventes | Classement des ventes | Classement des ventes | Classement des ventes | Album                                 |
| Année | Titre et artiste                                      | R-U                   | AUS                   | SUE                   | IRL                   | É-U                   | É-U R&B               | Album                                 |
| ----- | ----------------------------------------------------- | --------------------- | --------------------- | --------------------- | --------------------- | --------------------- | --------------------- | ------------------------------------- |
| 2002  | Trixstar (Blak Twang feat. Estelle)                   | 54                    | —                     | —                     | —                     | —                     | —                     | Kik Off                               |
| 2002  | Touch Me, Tease Me (3SL feat. Estelle)                | 16                    | —                     | —                     | —                     | —                     | —                     | —                                     |
| 2005  | Outspoken Part 1 (Ben Watt feat. Estelle & Baby Blak) | 74                    | —                     | —                     | —                     | —                     | —                     | —                                     |
| 2005  | Why Go? (Faithless feat. Estelle)                     | 49                    | —                     | —                     | —                     | —                     | —                     | Forever Faithless - The Greatest Hits |

## Prix
- Grammy Award
  - 2009 : Meilleur Duo Rap - American Boy feat. Kanye West
- NAACP Image Awards
  - 2013 : World Music album - Wonderful Life

## Filmographie

### Cinéma
- 2017 : Girls Trip : elle-même
- 2019 : Back to the Goode Life : Jade
- 2020 : Rencontre fatale (Fatal Affair) : Linda
- 2021 : Venus as a Boy : Alo

### Télévision
- 2013 : Steven Universe : Grenat (voix)
- 2015 : Empire : Delphine (saison 1, épisode 9 et saison 3, épisode 13)
- 2019 : Steven Universe, le film, téléfilm (voix)

### Jeu vidéo
- 2022 : MultiVersus : Grenat (voix)